# Krste Petkov Misirkov
Krste Petkov Misirkov (mak: Крсте Петков Мисирков: Postol,  1874. — Sofija, 1926.) makedonski je filolog, književnik, povjesničar, etnograf, publicist, kolekcionar i utemeljitelj makedonskog književnog jezika.
U ostvarivanju ideje o posebnom makedonskom jeziku, objavio je knjigu O makedonskih stvarima. Knjiga predstavlja političku analizu položaja makedonskog naroda i nacrt programa za makedonski nacionalni pokret. Istovremeno, ona otkriva politiku susjednih zemalja protiv makedonskog naroda, jezika, kulture i etničkog identiteta.

## Životopis
Krsto Petrov Misirkov rođen je 18. studenog 1874. godine u mjestu Postol, u Egejskoj Makedoniji. Selo se nalazi u blizini drevnog makedonskog glavnog grada Pele. 

### Obrazovanje
Šest razreda osnovne škole završio je u rodnom mjestu. Školu je pohađao na grčkom jeziku. Loša materijalna situacija u obitelji onemogućila mu je da odmah nastavi školovanje. Nakon nekoliko godina pauze, dobio je stipendiju od srpske udruge Sveti Sava. Stipendija koju je dobio nije bila dobro prihvaćena, jer se smatralo da se na ovaj način vrši promidžba Srbije, kao što je to bio slučaj Grčkom i Bugarskom u Makedoniji.
Neko vrijeme primao je stipendiju sve dok nije shvatio da se počela koristiti u političke svrhe. Izraženost politike kroz aktivnosti udruge Sveti Sava, vidjela se u neredima koji pokrenuli makedonski znanstvenici. Zbog neslaganja s neistomišljenicima, pobjegao je iz Beograda u Sofiju.
U Bugarskoj se situacija ništa nije razlikovala u odnosu na Srbiju. Kako bi nastavio svoje obrazovanje u Sofiji, bio je primoran naučiti čitati i pisati na bugarskom jeziku, što je odbio. Ponovo je pobjegao u Srbiju pokušavši završiti treći razred gimnazije, u čemu nije uspio. Upisao je prvu godinu teološke škole u Beogradu. Škola je bila specifična. Cilj je bio da se makedonski studenti pripreme za svećenike i učitelje koji će kasnije biti u Makedoniji širiti priču o Srbiji.
Makedonski studenti izrazili su svoje nezadovoljstvo i pobunili se. Nakon pobune, škola je bila zatvorena, a makedonski studenti su bili poslani u unutrašnjost Srbije. Tako je stigao u Šabac, gdje je završio četvrti razred gimnazije.
Nakon završene srednje škole, odlučio je upisati i drugu srednju školu u Beogradu. Učiteljsku školu završio je 1895. godine.

### Karijera
Nakon završetka škole, dobio je kancelariju u Prištini. Umjesto da se pojavi na radnom mjestu, tajno se preselio u Odesu.
Završena škola nije mu bila priznata u Turskoj. Bio je primoran napisati seminarski rad o bogosloviji rodnog mjesta. Dvije godine studirao je Medicinski fakultet. U studentskom okruženju, postao je veoma aktivan. Pisao je eseje, povijesnu etnografiju Balkanskog poluotoka koja je objavljena u časopisu Živa antika.
Usred najveće bitke za prevlast u Makedoniji, vratio se iz Turske u Makedoniju, u rodno selo. Upoznao se s makedonskim revolucionarnim pokretom i istovremeno prikupio bogat folklorni, etnografski i topografski materijal, koji je kasnije objavio u svom časopisu Vardar.
Potom odlazi u Petrograd gdje postaje član bugarskog društva studenata. Zajedno s nekolicinom istomišljenika, osnovao je Tajni makedonsko-jedrenski komitet. Međutim, ruska vlada, zatvorila je Sveučilište u Petrogradu u pred-revolucionarnom periodu. Zbog novonastale situacije i lošeg zdravstvenog stanja, opet odlazi u Odesu.

## Radovi
Istraživao je popularnost Marka Kraljevića, što je poslužilo za njegov diplomski rad. Godine 1902. završio je fakultet u Petrogradu.
Iste godine osnovao je makedonsko studentsko društvo u Petrogradu. Godinu dana kasnije, makedonsko studentsko društvo je preimenovano i od tada je djelovalo kao društvo makedonskih znanstvenika i književnika - Sveti Kliment. Članovi ovog društva pokrenuli su inicijativu da svoje zahtjeve proslijede najprije ruskoj vladi a kasnije i vladama drugih europskih zemalja. Zahtjevi su se zasnivali na priznavanju prava makedonskog naroda da bude neovisan i makedonski književni jezik bude službeno priznat. Zahtijevali su i vraćanje Ohridske arhiepiskopije.
Krste Petkov postao je suradnik znanstveniku Petru Lavrovu. Žrtvovao je svoju sveučilišnu karijeru, napustio Petrograd i preselio se u Bitolj. U tom gradu je radio kao profesor u srednjoj školi. U isto mjesto dolazi ruski konzul Aleksandar Rostkovski, koji nije imao podršku svoje vlade. Turske vlasti su kolovoza 1903. godine iscenirale i optužile Petkova za ubojstvo konzula, zbog čega je ponovo morao pobjeći u Rusiju.
Boravak u Rusiji je kod njega razvijao razne aktivnosti, prije svega novinarsku. Prevodio je knjige i udžbenike na makedonski jezik i zalagao se za otvaranje makedonske škole. Pripremio je prvo izdanje svog časopisa za tisak, ali nije imao dovoljno sredstava da podigne tiskani materijal. Prvi i ujedno jedini broj časopisa sadrži vrijedan materijal napisan na makedonskom jeziku. U časopisu je uopćeno opisao makedonski jezik i makedonsku naciju. Pored časopisa Vardar, koji je tiskan 1905. godine (ali se nije našao u prodaji), bio je uključen u rad povijesnog i filološkog društvo.
Tijekom Prvog svjetskog rata bio je vojni dopisnik za južni dio Makedonije. U Drugom balkanskom ratu odlazi u Kišinjev odakle se vraća da bi radio kao profesor. Tijekom 1913. godine makedonska kolonija u Petrogradu počela je izdavati časopis, pa on odmah uspostavlja kontakte s kolonijom. Radove je objavljivao pod svojim imenom i pod pseudonimom K. Pelski.
Njegovi politološki, lingvistički, etnološki, povijesni i književnoznanstveni prilozi odlikuju se sustavnošću, aktualnošću, polemičnošću i dosljednim zalaganjem za makedonska nacionalna, politička i kulturna prava u samostalnoj državi. Zbog političkih stajališta bio je osporavan i nepoželjan, napose u velikobugarskim krugovima.

### Reforma ćirilice
Suvremeni makedonski alfabet temelji se na ćirilici Krste Petkova Misirkova iz 1903. godine. Neki su ortografski znakovi preuzeti iz redakcije Vuka Karadžića, iako je Petkov već koristio grafeme s dodatkom apostrofa za iste te glasove. Od Vuka Karadžića prihvaćeni su grafovi za slova lj (љ), nj (њ) i dž (џ), dok su sve ostale specifičnosti temeljene na prijedlozima Petkova. Ista su slova prisutna i u azbuci Petkova, no on ih je označavao grafičkim simbolima л' i н'. Treba napomenuti da su od Karadžićeve azbuke prihvaćeni samo grafovi za slova, ali ne i glasovi koji tim grafemima pripadaju u istoj azbuci. Makedonski jezik, kao i svi ostali slavenski jezici, sadržava red posebnih fonema koji se razlikuju od onih u jezicima susjednih naroda. Zbog toga se javila i potreba za posebnim makedonskim slovima. Povijesno gledano, ova slova potječu iz 19. stoljeća. U svome djelu O makedonskim stvarima Krste Petkov Misirkov koristi kombinacije slova г' i к' da bi njima predstavio foneme /ѓ/ i /ќ/. Osim toga, u tom se razdoblju koristilo i slovo i, no danas se umjesto toga koristi j. Oblik slova љ, њ i џ dolazi iz srpske verzije ćirilice. Ta su slova predstavljena u Petkovoj knjizi kao л' i н', dok su u ranijim tekstovima označavani kao ль i нь, što su i ranije verzije srpskog ćiriličnog pisma. Te verzije slova, združena s mekim znakovima, koristile su se sve do kraja Drugog svjetskog rata. Slovo s postojalo je u staroslavenskome pismu, međutim, danas je jedinstveno u makedonskom jeziku – ne koristi se ni u jednom drugom slavenskom alfabetu. Akcentirana slova è i ѝ ne treba ubrajati u posebna slova; ona su standardna slova e i и koja se obilježavaju akcentima u homografnim riječima, da bi se lakše razlikovale. Makedonski jezik proglašen je službenim 2. kolovoza 1944. godina, a godinu kasnije doneseno je rješenje o uvođenju pravopisa i makedonske azbuke koja se sastoji od 31 znaka.

## Posljednji dani
Prema memoarima njegove supruge Ketrin, šest tjedana liječen je bez točne dijagnoze. Pretpostavljalo se da je bio obolio od meningitisa ili encefalitisa. Nakon šest tjedana jake boli i povremenih nesvjestica, umro je u bolnici 26. srpnja 1926. godine. Kasnije je utvrđeno da je preminuo od tumora na mozgu. Bolnica je ponudila da tijelo ostave na obdukcijo, ali Ketrin i sin Sergej su to odbili.
Sahranjen je na groblju u Sofiji, mjestu za sirotinju, gdje je sahranjeno samo desetak ljudi.

## Djela
- Predgovor
- Ono što smo uradili i šta treba da radimo u budućnosti?
- Da li Makedonci treba da imaju nacionalne znanstvena i literana prijateljstva?
- Nacionalni separatizam: koliko je razvijen i kako će se razvijati u budućnosti
- Može li Makedonija da ima svoju etnografsku i političku jedinicu?
- Nekoliko riječi o makedonskom književnom jeziku
- O makedonskih stvarima (1903)

Probugarska djela:
- Napomene o južnoslavenskoj filologiji i povijesti (1907)
- Inteligencija u Makedoniji (1912)
- Naš nacionalni ep i Makedonija (1919)

## Vanjske poveznice
- Misirkov, Koste Petkov Hrvatska enciklopedija